# 鳥取県道237号仙隠岡田線
鳥取県道237号仙隠岡田線（とっとりけんどう237ごう せんがくしおかだせん）は、鳥取県倉吉市を通る一般県道である。

## 概要
倉吉市志津から倉吉市西倉吉町に至る。路線名の仙隠とは倉吉市志津の小字、岡田とは倉吉市西倉吉町の小字である。

### 路線データ
- 起点：倉吉市志津（鳥取県道50号東伯関金線交点）
- 終点：倉吉市西倉吉町（西倉吉町東交差点、国道313号交点）
- 総延長：6.7 km

北野バイパス
- 起点：倉吉市北野（鳥取県道237号仙隠岡田線現道交点）
- 終点：倉吉市生田（生田橋入口交差点、国道313号交点、鳥取県道312号倉吉環状線上）

## 歴史
- 2010年（平成22年）8月24日 - 鳥取県告示第234号により、倉吉市北野（鳥取県道501号倉吉東郷自転車道線[注釈 1]・倉吉市道西倉吉町生田線[注釈 2]交点） - 倉吉市生田・生田橋入口交差点間（230 m）が供用開始[2]。
- 2024年（令和6年）9月18日 - 北野バイパス（倉吉市北野 - 生田、1.2 km）開通[1]。

## 路線状況

### 重複区間
北野バイパス
- 鳥取県道312号倉吉環状線（倉吉市北野 - 倉吉市生田・生田橋入口交差点（終点））

### 道路施設

#### 橋梁
- 西倉橋（鴨川、倉吉市）

## 地理

### 通過する自治体
- 倉吉市

### 交差する道路
| 交差する道路                                                                                | 交差する場所 | 交差する場所 |
| ------------------------------------------------------------------------------------------- | ------------ | --- |
| 鳥取県道50号東伯関金線                                                                      | 志津         | 起点 |
| 国道313号 / 北条倉吉道路                                                                    | 北野         | 6 倉吉小鴨IC |
| 鳥取県道237号仙隠岡田線 / 北野バイパス                                                      | 北野         | |
| 国道313号                                                                                   | 西倉吉町     | 西倉吉町東交差点 / 終点                                                                                          |
| 北野バイパス                                                                                |              | |
| 鳥取県道237号仙隠岡田線 / 現道                                                              | 北野         | 北野バイパス起点                                                                                                 |
| 鳥取県道312号倉吉環状線 重複区間起点 鳥取県道501号倉吉東郷自転車道線 倉吉市道西倉吉町生田線 | 北野         | |
| 国道313号 鳥取県道312号倉吉環状線 重複区間終点                                              | 生田         | 生田橋入口交差点 / 北野バイパス終点【北緯35度25分18.8秒 東経133度48分24.2秒 / 北緯35.421889度 東経133.806722度】 |

### 沿線
- 鳥取県自動車学校
- 倉吉市立西中学校
- 西倉吉郵便局